# بهزاد مهاجر
بهزاد مهاجر یکی از افرادی است که در جریان راهپیمایی روز ۳۰ خرداد ۱۳۸۸ در اعتراض به نتایج انتخابات دهمین دوره ریاست جمهوری در نزدیک میدان آزادی با شلیک گلوله نیروهای نظامی به قتل رسید. جسد وی پس از پنجاه روز به خانواده‌اش تحویل داده شد. وی دائی نیما نامداری روزنامه‌نگار و فعال دانشجویی سابق بود. 
در ابتدا بازرس ۷ امورجنایی با مختومه کردن پرونده قتل بهزاد مهاجر با این استدلال که قاتلان شناسایی نمی‌شوند از وکلای خانواده مهاجر خواست که موکلانشان را ترغیب به دریافت دیه کنند که با مخالفت برادر و خواهر مهاجر و اصرار آنان بر شناسایی قاتلان مواجه شد.